# La maledizione della prima luna (colonna sonora)
La maledizione della prima luna è la colonna sonora dell'omonimo film diretto da Gore Verbinski firmata da Klaus Badelt.

## Tracce
1. Fog Bound – 2:17
2. The Medallion Calls – 1:53
3. The Black Pearl – 2:17
4. Will and Elizabeth – 2:08
5. Swords Crossed – 3:16
6. Walk the Plank – 1:59
7. Barbossa is Hungry – 4:06
8. Blood Ritual – 3:33
9. Moonlight Serenade – 2:09
10. To the Pirates' Cave! – 3:31
11. Skull and Crossbones – 3:24
12. Bootstrap's Bootstraps – 2:39
13. Underwater March – 4:13
14. One Last Shot – 4:46
15. He's a Pirate – 1:31